# WCT Challenge Cup 1980
Il WCT Challenge Cup 1980 è stato un torneo di tennis giocato sul sintetico indoor. È stata la 5ª edizione del WCT Challenge Cup, che fa parte del Volvo Grand Prix 1980. Il torneo si è giocato a Montréal in Canada, dal 15 al 21 dicembre 1980.

## Partecipanti

### Teste di serie
| Nazionalità | Giocatore         | Ranking |
| ----------- | ----------------- | ------- |
| Stati Uniti | John McEnroe      | 3       |
| Stati Uniti | Harold Solomon    | 8       |
| Stati Uniti | Peter Fleming     | 13      |
| Polonia     | Wojciech Fibak    | 15      |
| Stati Uniti | Eliot Teltscher   | 25      |
| India       | Vijay Amritraj    | 34      |
| Romania     | Ilie Năstase      | 49      |
| Israele     | Shlomo Glickstein | 204     |

## Campioni

### Singolare maschile
John McEnroe ha battuto in finale  Vijay Amritraj con il punteggio di 6–1, 6–2, 6–1